# Vjazniki
Vjazniki è una cittadina della Russia europea centrale (Oblast' di Vladimir), situata sulla riva sinistra del fiume Kljaz'ma 121 km a est di Vladimir; è il capoluogo amministrativo del distretto omonimo.
La cittadina venne fondata nel 1802 dall'unione dell'insediamento fortificato di Jaropolč con la sloboda di Vjazniki.
Poiché l'altura che dominava il fiume Kljazma era stata considerata di grande importanza strategica per difendere la via d'accesso alla città di Vladimir, capitale medievale del Principato omonimo, negli anni trenta del XII secolo fu costruita su di essa una fortezza, che prese il nome dal defunto Principe Jaropolk Izjaslavič, venerato come santo dalla popolazione locale. Fu fondata a metà strada tra i due vicini porti di Starodub sulla Kljaz'ma e Gorochovec.
Distrutta in seguito all'invasione mongola del XIII secolo, l'insediamento venne successivamente ricostruito, tanto che il suo nome si trova inserito nel trattato di pace del 1389 tra Vassili I di Russia e Vladimir l'Audace. Secondo il censimento del 1672 Jaropolč aveva solamente 133 abitanti. Distrutta dal fuoco nel 1703, il vecchio insediamento finì per esser dominato dalla sloboda di Vjazniki, sita sulle pendici della collina e presente fin dal XIV secolo.
Il monumento di maggiore interesse artistico è la Cattedrale dell'Annunciazione, eretta tra il 1682 e il 1689. A circa 30 km dalla cittadina è situato il villaggio di Mstjora, centro di primaria importanza per l'arte popolare russa.

## Società

### Evoluzione demografica
Fonte: mojgorod.ru
- 1897: 7.400
- 1926: 17.000
- 1939: 33.500
- 1959: 39.700
- 1979: 45.900
- 1989: 45.400
- 2007: 42.200